# 前237年
| 千纪： | 前1千纪 |
| 世纪： | 前4世纪 \| 前3世纪 \| 前2世纪                                                                                         |
| 年代： | 前260年代 \| 前250年代 \| 前240年代 \| 前230年代 \| 前220年代 \| 前210年代 \| 前200年代                               |
| 年份： | 前242年 \| 前241年 \| 前240年 \| 前239年 \| 前238年 \| 前237年 \| 前236年 \| 前235年 \| 前234年 \| 前233年 \| 前232年 |
| 纪年： | 齊王建二十八年 趙悼襄王八年 魏景湣王六年 韓王安二年 秦王政十年 楚幽王元年 衛君角五年 燕王喜十八年                     |

## 逝世
- 法爾納瓦茲一世，喬治亞歷史上第一位君主。